# Czarnocin (Opole)
Pour les articles homonymes, voir Czarnocin.
Czarnocin est une localité polonaise du gmina de Leśnica, située dans le powiat de Strzelce en voïvodie d'Opole.